# Doreen Montgomery
Doreen Montgomery (* 12. April 1913 in Glasgow, Schottland; † 24. Februar 1992 in London, Vereinigtes Königreich) war eine britische Drehbuchautorin.

## Leben und Wirken
Doreen Montgomery studierte bis zum akademischen Abschluss (Magister Artium) in den 1930er Jahren Kunst an der University of Edinburgh. Anschließend bewarb sie sich mit Drehbüchern bei der Associated British Picture Corporation und erregte die Aufmerksamkeit des Produzenten Walter C. Mycroft, der Montgomery unter Vertrag nahm. Montgomerys frühe Drehbuchkontributionen versorgten billigst hergestellte B-Pictures. Dies sollte sich erst inmitten des Zweiten Weltkriegs ändern, als Montgomery zu der Firma Gainsborough Pictures wechselte. Dort landete sie kurz hintereinander einige Erfolge mit Kostümromanzen und -melodramen, allen voran Der Herr in Grau, Gaslicht und Schatten und Cornwall Rhapsodie – Filme, die sich als große Kassenfüller erwiesen. Montgomerys spätere Arbeiten waren weit weniger erfolgreich. In den 1950er Jahren schrieb sie erneut nur noch für B-Filme, seit 1958 belieferte die Schottin ein Jahrzehnt lang ausschließlich Fernsehserien. 1969 zog sich Doreen Montgomery aus dem Film- und Fernsehgeschäft zurück.

## Filmografie
- 1938: Lassie from Lancashire
- 1938: Meet Mr. Penny
- 1939: Poison Pen
- 1939: Just William
- 1939: At the Villa Rose
- 1940: The House of the Arrow
- 1940: The Flying Squad
- 1943: Der Herr in Grau (The Man in Grey)
- 1944: Gaslicht und Schatten (Fanny by Gaslight)
- 1944: Cornwall Rhapsodie (Love Story)
- 1946: This Man Is Mine
- 1947: While I Live
- 1950: Graf Orloffs gefährliche Liebe (Shadow of the Eagle)
- 1951: La rivale dell’imperatrice
- 1953: The Triangle
- 1954: The Scarlet Web
- 1954: Zum Tanzen geboren (Dance Little Lady)
- 1955: A Time to Kill
- 1955: Born for Trouble
- 1956: The Narrowing Circle
- 1957: Murder Reported
- 1959: William Tell (Fernsehserie)
- 1962: Sir Francis Drake – Der Pirat der Königin (Sir Francis Drake, Fernsehserie)
- 1964: Dr. Finlay’s Casebook (Fernsehserie)